# Амаджуба
Амаджуба (афр. Amajuba) — район провінції Квазулу-Наталь Південно-Африканської Республіки. Адміністративний центр — місто Ньюкасл.

## Назва
Назва району походить з мови зулу та означає «земля голубів» (тобто «місце миру»).

## Географія

### Розташування
Район розташований на півночі провінції. Межує:
- з районом Герт-Сібанде (DC30) провінції Мпумаланга на півночі
- з районом Зулуленд (DC26) провінції Квазулу-Наталь на сході
- з районом Умзіньятхі (DC24) провінції Квазулу-Наталь на півдні
- з районом Утхукела (DC15) провінції Квазулу-Наталь на південному заході
- з районом Тхабо-Мофуцаньяна (DC19) провінції Вільна держава на заході

## Адміністративний поділ
Район поділяється на три місцевих муніципалітети:
| Місцевий муніципалітет | Населення | %     |
| ---------------------- | --------- | ----- |
| Ньюкасл                | 332 978   | 71,14 |
| Даннгаусер             | 102 786   | 21,96 |
| Емадлагені             | 32 276    | 6,90  |

## Демографія
За даними 2011 року у районі проживало 499 839 осіб.

### Статевий склад
| Стать    | Чисельність | %     |
| -------- | ----------- | ----- |
| Жінки    | 434 857     | 54,27 |
| Чоловіки | 366 488     | 45,73 |

### Мовний склад
| Мова             | Чисельність носіїв | %     |
| ---------------- | ------------------ | ----- |
| Зулу             | 418 215            | 89,35 |
| Англійська       | 19 388             | 4,14  |
| Африкаанс        | 17 848             | 3,81  |
| Сесото           | 6897               | 1,47  |
| Сваті            | 1715               | 0,37  |
| Коса             | 1598               | 0,34  |
| Інші             | 746                | 0,16  |
| Південна ндебеле | 701                | 0,15  |
| Північна сото    | 424                | 0,09  |
| Сетсвана         | 347                | 0,07  |
| Тсонга           | 103                | 0,02  |
| Венда            | 58                 | 0,01  |